# حسین کامل المجید
حسین کامل المجید (به عربی: حسین کامل المجید) (۱۹۵۴ – ۱۹۹۶ ) داماد صدام حسین شوهر رَغَد و یکی از اعضای بلند پایهٔ حزب بعث عراق بود.
وی در اوایل سال ۱۹۸۵ با درجهٔ سرگردی مسئول کمیته صنایع نظامی شد. حسین کامل با تکیه بر اهالی استان‌های تکریت، موصل و الانبار در سال ۱۹۸۶ دستگاه امنیتی ویژه‌ای را تشکیل داد و در همان حال نیز مسئول گارد ویژه صدام شد.
وی در همین سال با دختر بزرگ صدام «رَغَد» ازدواج کرد. و برادرش صدام کامل نیز با دختر دیگر صدام بنام رنا حسین ازدواج کرد.
حسین نقش اصلی در خریدهای تسلیحاتی عراق از اسرائیل توسط یک تاجر سعودی‌الاصل به نام «عدنان خاشقجی»  داشت.فرماندهی عملیات کشتار پنج هزار نفر از مردم حلبچه با وی بود.حسین کامل در طی قیام شعبان ۱۹۹۱ بسیاری از انقلابیون عراقی را اعدام کرد.

## فرار به اردن

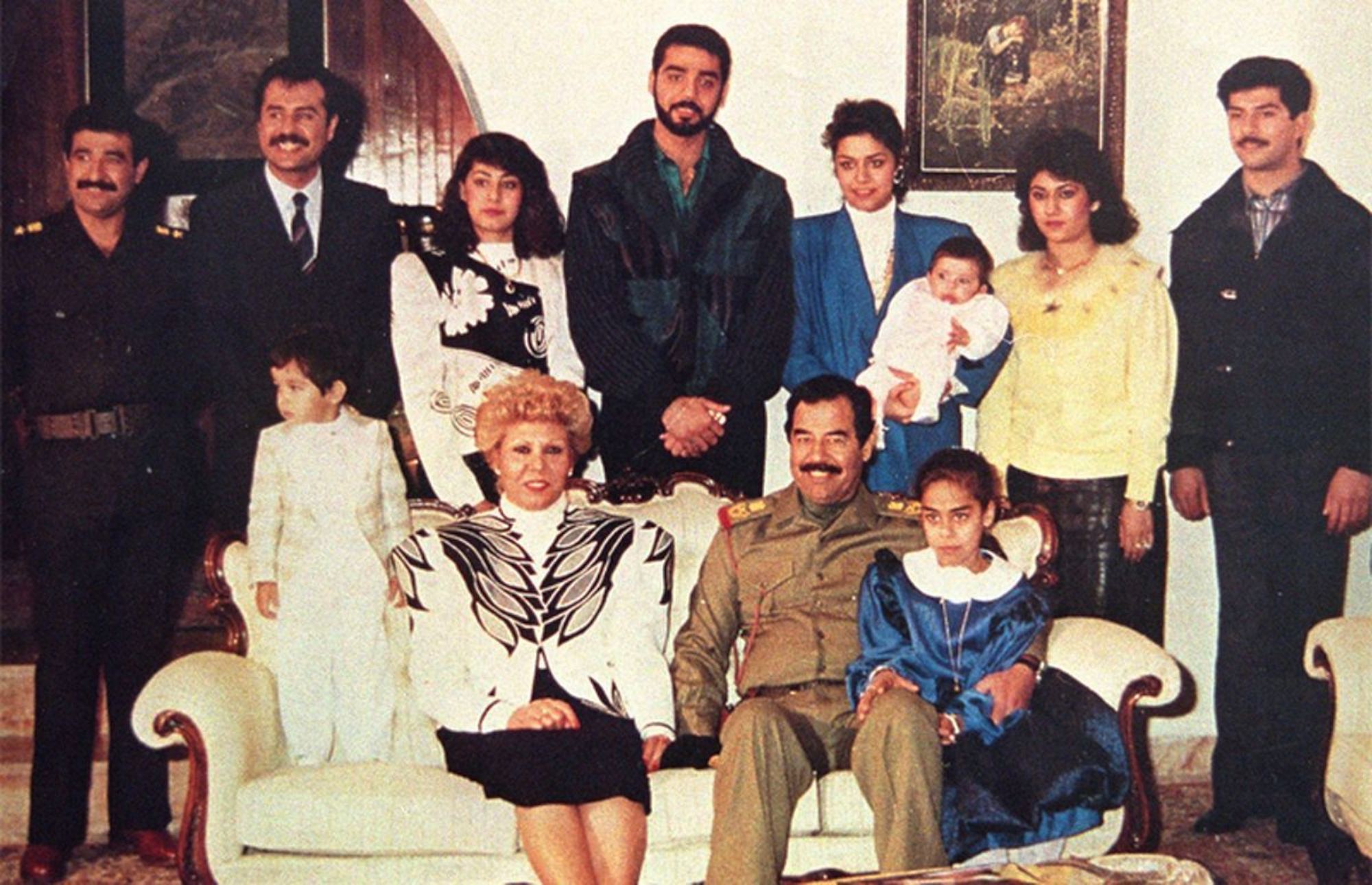
حسین کامل المجید نفر اول از سمت چپ

هنوز انگیزه فرار حسین کامل و برادر و باجناقش صدام کامل به همراه همسرانشان (رغد و رعنا) و فرزندانشان از عراق به اردن در مرداد ماه سال ۱۳۷۴ (۱۹۹۵) تحت ابهام است. حسین کامل در 12 اوت 1995 یک کنفرانس مطبوعاتی در امان برگزار کرد و در آن از آغاز اقدامات خود برای سرنگونی رژیم در بغداد خبر داد و اظهارات وی شور و هیجانی را برانگیخت.
فرار حسین کامل به اردن برای رژیم عراق و طایفه صدام حسین غافلگیرکننده بود و برخی منابع علت فرار وی به اردن را اختلافات او با عدی پسر صدام  عنوان کرده اند. وی برنامه هایی برای سرنگونی صدام و به دست گرفتن قدرت داشت و چون به ناتوانی خود در رویارویی با صدام از درون و ایستادگی عدی در برابر نقشه هایش پی برده بود عراق را ترک کرد تا از غرب حمایت بگیرد اما ناکام ماند. اما در زمان حضورش در اردن، تمام اسرار حساس مربوط به برنامه های تسلیحاتی عراق را فاش کرد. 
مؤید این ماجرا همان چیزی است که (حریر) دختر حسین کامل در کتاب خود ذکر کرده است که بر وجود اختلاف بین پدرش حسین کامل و  عدی و قصی و برخی از اعضای خانواده و از ترس پدرش صحه می گذارد.
دو برادر کامل قرار بود با هواپیما از امان به بلغارستان برای یک سفر رسمی بروند اما در آن زمان عراق مشمول تحریم‌های بین‌المللی سازمان ملل بود و به همین دلیل هیچ پرواز بین‌المللی از فرودگاه بغداد خارج نمی‌شد بنابراین حسین کامل، برادرش و خانواده‌هایشان با خودرو و پاسپورت رسمی خارج شدند. تمام گزارش‌هایی که از هماهنگی وی با سیا برای ترتیب دادن خروج از عراق حکایت داشت رد شده اند. 

## روایت ملک عبدالله دوم
...وقتی دو خانواده به امان رسیدند، دو برادر با پدرم ملاقات کردند و پدرم با اعطای پناهندگی سیاسی به آنها موافقت کرد.
حسین کامل وظیفه نظارت بر برنامه تسلیحات شیمیایی و بیولوژیکی عراق و برنامه هسته ای عراق را بر عهده داشت و او بالاترین رتبه در رژیم بود که از صدام جدا شد. بعد از اینکه پدرم قرار ملاقاتی با بازرسان تسلیحات سازمان ملل برای او ترتیب داد تا شهادت او را بشنوند، تصمیم گرفت از دو برادر و خانواده‌هایشان در کاخ هاشمی میزبانی کند، کاخ مدرنی که سران کشورها و مقامات بلندپایه جهان اغلب در هنگام بازدید از آن میزبانی می‌کردند. 
شبی که دو برادر به امان رسیدند، پدرم با من تماس گرفت و گفت: برو و به آنها سلام کن و به آنها اطمینان بده که امنیت آنها در اردن تضمین شده است. نزد دو برادر رفتم و به آنها خوش‌آمد گفتم و خود را فرماندهٔ یگان‌ویژه معرفی کردم و به آنها گفتم یکی از یگان‌های این نیرو محافظ آنهاست. ما دو مهمان داریم و این وظیفه ماست. اما آنچه در سفرم به بغداد دیده بودم باعث شد بدانم این دو چه جور مردمی هستند و تصمیم گرفتم از آنها فاصله بگیرم. اگرچه همسایه بودیم و من و رانیا در خانه جدیدمان در نزدیکی الهاشمیه زندگی می‌کردیم، اما حسین کامل و دو دختر صدام حسین را احتمالاً فقط سه بار در مدتی که در امان بودند ملاقات کردم.
به نظر من، آنچه حسین کامل در نظر داشت این بود که غرب در به آغوش گرفتن او عجله خواهد کرد و آمریکا از نفوذ و قدرت خود برای نشاندن او به عنوان رهبر عراق استفاده خواهد کرد. معلوم است که او دچار توهم بود.
پس از گذشت شش ماه از آمدن آنها به امان، صدام در بهمن ماه سال ۱۳۷۴ به حسین کامل پیام داد که اگر به عراق برگردند، هر کاری که کرده‌اند بخشیده می شوند. از آنجایی که آن دو نفر موقعیت و نفوذی را که در بغداد داشتند از دست داده بودند و با توجه به اینکه برایشان ثابت شده بود رؤیایی که در سر داشتند توهم بود، تصمیم گرفتند قبول کنند و به بغداد باز گردند. پدرم دستور داد تا آنها را تا مرز همراهی کنند و به این ترتیب یک کاروان نظامی تحویل دو مرد و دو خانواده را به عهده گرفت و از صحرا به سمت شرق عبور کرد و در بدو ورود تیمی از تک تیراندازان نیروهای ویژه ما به محل اعزام شدند. 
وقتی دو برادر به مرز رسیدند، عدی و قصی در سمت عراق منتظر آنها بودند. طبق گزارش تیم تک تیرانداز، عدی با دو برادر دست داد، سپس سربازان عراقی آنها را گرفتند و به محض اینکه سربازان آنها را به داخل ماشین انداختند، عدی و قصی برگشتند و برای شکرگذاری زانو زدند. وقتی این را شنیدم به پدرم زنگ زدم و به او گفتم: دو برادر کامل بدون شک مرده اند. پس از سه روز، حسین و صدام کامل کشته شدند و به این ترتیب دو دختر او همسران خود را از دست دادند.
(آخرین فرصت ما) - ملک عبدالله دوم

## مصاحبه ها و عواقب آنها برای عراق
او در گفتگو با مجله «السفیر» لبنان که در تاریخ ۲۹/۱/۱۹۹۶ صورت گرفت به جنایتهای جنگی اعتراف کرد.
اظهارات حسین کامل در مورد برنامه‌های تسلیحاتی عراق و افشای اسرار آن ها باعث شد سازمان ملل متحد سلاح‌های عراق را مجددا بازرسی کند. و باعث افزایش تحریم های همه جانبه عراق (1990-2003) شد.

## بازگشت و مرگ
حسین کامل و صدام کامل پس از بازگشت به عراق احساس میکردند که چیزی مخفیانه علیه آنها نقشه می کشد، بنابراین به خانه خواهرشان در منطقه السیدیه بغداد رفتند. طایفه آنها جلسات مستمر داشتند و دستور کشتن آنها صادر شده بود. در شامگاه ۲۳ فوریه ۱۹۹۶ گروهی از نیروهای امنیتی خانه را محاصره کردند. نبرد حسین کامل، برادرانش و پدرش با آنها شروع شد . در جریان نبرد، صدام کامل، پدرش و تمام کودکان و زنانی که با او بودند کشته شدند حسین کامل پس از ساعت ها مقاومت در برابر مهاجمان آخرین نفری بود که کشته شد. شرکت کنندگان در نبرد طولانی علیه او طایفه او بودند، زیرا علی حسن المجید (علی شیمیایی که عموی صدام حسین و عموی حسین کامل بود) در راس این نیرو قرار داشت و در نبرد از ده ها گلوله "آر پی جی" استفاده شد.
مصطفی کامل، روزنامه نگار معتقد است که عفو حسین کامل ممکن است واقعی بوده باشد، اما موضوع از اختیارات دولت خارج شده و به اختیار طایفه ای رفته است که می خواستند حسین کامل را به خاطر خسارت هنگفتی که به عراق وارد کرد، مجازات کنند.